# 초롱꽃목

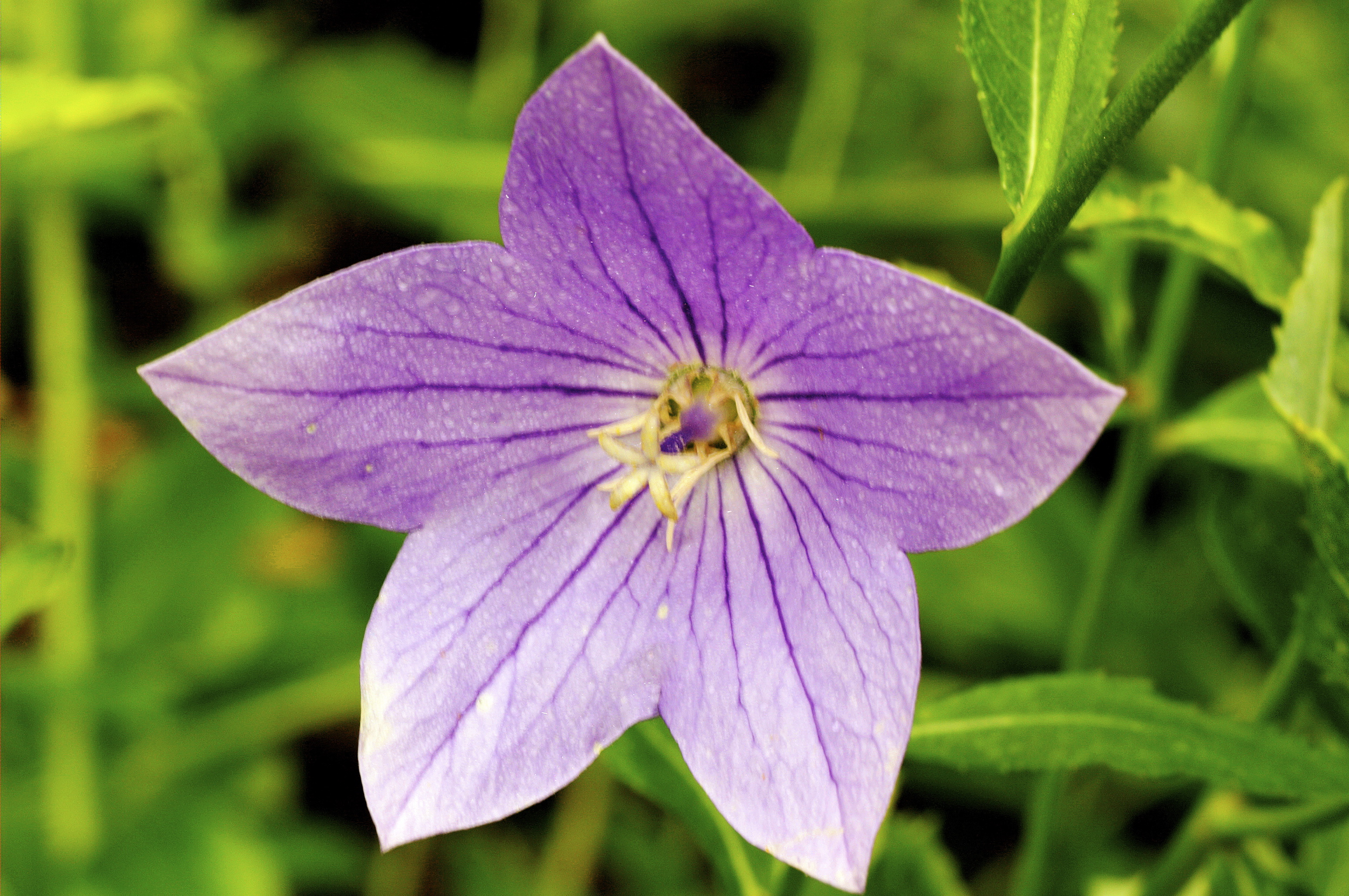
Platycodon grandiflorus

초롱꽃목( - 目)은 쌍떡잎식물강 국화아강에 속했던 목 분류군이다. 크론퀴스트 분류 체계에서 사용했던 분류로써 다음과 같은 과(科) 분류의 식물을 포함한다.
- 브루노니아과 (Brunoniaceae)
- 초롱꽃과 (Campanulaceae)
- 도나티아과 (Donatiaceae)
- 구데니아과 (Goodeniaceae)
- 펜타프라그마과 (Pentaphragmataceae) - 동남아시아에 서식하는 30여 종을 포함하는 펜타프라그마속 (Pentaphragma)
- 스페노클레아과 (Sphenocleaceae) - 유일속 스페노클레아속 (Sphenoclea) 포함
- 스틸리디움과 (Stylidiaceae)

APG II 분류 체계에서는 목으로 인정하지 않고, 이제 가지목으로 분류하는 스페노클레아과를 제외하고는 모든 과를 국화목으로 분류한다.